# 야코블레프 Yak-15
야코블레프 Yak-15(Yakovlev Yak-15)나토 별칭: Feather 1세대 소련 제트 전투기로서 융커스 Jumo 004엔진을 시험하기 위해 스웨덴의 Saab 21R과 함께 성공적으로 피스톤 구동 항공기에서 변환 및 생산을 할 두 전투기 중 하나였다. 1947년에 280여대가 생산되었다

## 설계 및 계발
1945년 4월 9일에 하나의 융커스 Jumo 004엔진을 탑재 할 수 있는 단일 좌석 제트 전투기를 개발하기 위해 Yakovlev OKB에 주문했다. 시간을 절약하기 위해, Yakovlev는 자신의 성공한 최신 버전 Yak-3-Jumo 또는 Yak-Jumo라고도 함) 새로운 디자인을 기반 Yak-3 피스톤 전투기에 피스톤 엔진을 제거하고, 제트 엔진은 아래에 장착 된 전방 동체 의 배기 동체의 중간 아래에 장착되도록하고. 동체를 보호하기 위해 강철 히트실드는 그것의 맨 아래에 추가되었다. 항공기는 거의 금속 동체로 만들어졌다. 기수 부분에는 23 mm Nudelman-Suranov NS-23 자동 기관포를 수용하였다 , 엔진 상기 추가 연료 탱크와 장착, 기존의 랜딩 기어는 또한 현재 여러 철강에 사용되는 꼬리 바퀴와 스프링 충격 흡수 장치 이외의 수정되지 않았다 Yak-Jumo의 연료는 590kg (1,300lb)를 탑재 하였다.

## 파생형
Yak-21
- Yak-15의 복좌 훈련기 그러나 Yak-17의 훈련 버전의 성공으로 개발 포기

Yak-17-RD-10
- 향상된 공기 역학,사출좌석과 조종사 보호기능을 통합한 Yak-Jumo 그러나 실험기는 결국 비행하지 못했다.

## 제원
- 승원: 1명
- 전장: 8.7 m
- 전폭: 9.2 m
- 차체무게: 1,852 kg (4,083lb)
- 총중량: 2,638kg (5,816lb)
- 엔진: 1 × 클리모프 RD-10 터보 제트
- 최고속도: 786kmh (488mph)
- 항속거리: 510km
- 상승고도: 12,000 m
- 무장: 2 × 23mm Nudelman-Suranov NS-23의 기관포 각각 60 발

## 참조

### 참고 문헌
- Gordon, Yefim. Early Soviet Jet Fighters. Hinkley, England: Midland, 2002. ISBN 1-85780-139-3
- Gordon, Yefim, Kommissarov, Dmitry and Komissariov, Sergey. OKB Yakovlev: A History of the Design Bureau and Its Aircraft. Hinkley, England: Midland, 2005. ISBN 1-85780-203-9
- Green, William and Swanborough, Gordon. The Complete Book of Fighters. New York: Smithmark, 1994. ISBN 0-8317-3939-8
- Gunston, Bill. The Osprey Encyclopedia of Russian Aircraft 1875-1995. London: Osprey, 1995. ISBN 1-85532-405-9
- Gunston, Bill and Gordon, Yefim. Yakovlev Aircraft Since 1924. London: Putnam Aeronautical Books, 1997. ISBN 1-55750-978-6
- Mikolajczuk, Marian. Yakovlev Yak-23: The First Yakovlev Jet Fighters. Sandomirez, Poland: Stratus, 2008. ISBN 978-83-89450-54-8